# Lonchurus
Lonchurus is een geslacht van straalvinnige vissen uit de familie van ombervissen (Sciaenidae).

## Soorten
- Lonchurus elegans (Boeseman, 1948)
- Lonchurus lanceolatus (Bloch, 1788)